# Mariakapel (Laar)
De Mariakapel is een kapel in Laar in de Nederlandse gemeente Weert. De kapel staat aan de Rakerstraat op de hoek met de Boeketweg aan de noordrand van de plaats.
Op ongeveer 500 meter naar het noordoosten staat de Sint-Sebastiaankapel en ongeveer 170 meter naar het zuidoosten de Sint-Hiëronymus en Sint-Antoniuskerk.
De kapel is gewijd aan de heilige Maria.

## Bouwwerk
De bakstenen kapel is een niskapel opgetrokken op een rechthoekig plattegrond en gedekt door een spitsboogvormig dak van bakstenen. Het basement is iets breder. In de frontgevel bevindt zich de spitsboogvormige nis die wordt afgesloten met een hekje. De nis is van binnen wit geschilderd met hierin een Mariabeeldje.